# Fala jezik
Fala jezik (a fala de xálima, a fala do xãlima, “chapurreáu” ; ISO 639-3: fax), zapadnoiberski jezik sa sjeverozapada autonomne regije Ekstremadure u proviniciji Cáceresu. Jezikom fala govori istoimena malena zajednica u dolini Val de Xalima blizu portugalske granice. Jezik ima tri dijalekta valvideiru (valverdeiru), mañegu i lagarteiru, i blizak je i razumljiv Galjegima. 10 500 govornika (1994 T. Erickson) od kojih mnogi žive u gradovima Valverde del Fresno (Valverdi du Fresnu), Eljas (izgovor Elhas) i San Martín de Trevejo (S Martin de Trevellu).

## Vanjske poveznice
- Ethnologue (14th)
- Ethnologue (15th)